# Ранок (фільм, 1960)
Ранок (азерб. Səhər) — радянська історична драма 1960 року, знята на кіностудії «Азербайджанфільм», є екранізацією однойменного твору Мехті Гусейна, створеного ним на основі справжніх подій.

## Сюжет
Фільм розповідає про те, що робітник Байрам, що займається добуванням нафти на нафтових родовищах в Баку перетворився в революціонера під впливом більшовиків. Також у фільмі описані події про труднощі робітників в царську епоху. У фільмі були порушені багато тем, починаючи від любові і закінчуючи історичними подіями.

## У ролях
- Нодар Шашикоглу — Мешаді Азізбеков
- Гіулі Чохонелідзе — Байрам
- Микола Бармін — Смирнов
- Лютфі Мамедбейлі — Аслан
- Ашраф Юсіфзаде — Мірали
- Алескер Алекперов — Рахім-бей
- Ельміра Шабанова — Севда
- Алі Зейналов — Абузар-бей
- Мустафа Марданов — Ахмед-кіши
- Манана Абуйєва — Сусан
- Андро Кобаладзе — Коба
- Григорій Тонунц — Шаумян
- Азіза Мамедова — Салміназ
- Сона Гаджиєва — мама Аслана
- Анатолій Фалкович — Забіт
- Ахмед Ахмедов — Сусан
- Алекпер Гусейнзаде — старий селянин
- Алекпер Сайфі — секретар
- Лейла Рзаєва — дружина Мешаді Азізбекова
- Герман Орлов — епізод
- Ібрагім Азері — робітник
- Мухліс Джанізаде — рабітник
- Гусейнага Садихов — відомчий службовець
- Бахадур Алієв — відомчий службовець

## Знімальна група
- Сценарій: Мехті Гусейн
- Режисер-постановник: Агарза Гулієв
- Оператор-постановник: Дмитро Фельдман
- Художник-постановник: Мамед Гусейнов
- Композитор: Фікрет Аміров